# Nördtjärnen (Junsele socken, Ångermanland)
Nördtjärnen är en sjö i Sollefteå kommun i Ångermanland och ingår i Ångermanälvens huvudavrinningsområde.